# El Llano (Panamá)
El Llano es un corregimiento del distrito de Chepo en la provincia de Panamá, República de Panamá. La localidad tiene 2.819 habitantes (2010).